# Conus urashimanus
Espèce
Conus urashimanus est une espèce de mollusques gastéropodes marins de la famille des Conidae.
Comme toutes les espèces du genre Conus, ces escargots sont prédateurs et venimeux. Ils sont capables de « piquer » les humains et doivent donc être manipulés avec précaution, voire pas du tout.

## Description
La taille de la coquille varie entre 35 mm et 80 mm.

## Distribution
Cette espèce marine est présente aux Philippines et au Japon.

## Taxonomie

### Publication originale
L'espèce Conus urashimanus a été décrite pour la première fois en 1961 par les malacologistes japonais Tokubei Kuroda et Kōdō Itō (d) dans « Venus »,.

### Synonymes
- Conus (Rhizoconus) urashimanus Kuroda & Ko. Itô, 1961 · non accepté
- Conus (Splinoconus) urashimanus Kuroda & Ko. Itô, 1961 · appellation alternative
- Kioconus urashimanus (Kuroda & Ko. Itô, 1961) · non accepté